# العلاقات القرغيزستانية الهايتية
العلاقات القيرغيزستانية الهايتية هي العلاقات الثنائية التي تجمع بين قيرغيزستان وهايتي.

## مقارنة بين البلدين
هذه مقارنة عامة ومرجعية للدولتين:
| وجه المقارنة                                              | قيرغيزستان                      | هايتي                                |
| --------------------------------------------------------- | ------------------------------- | ------------------------------------ |
| المساحة (كم2)                                             | 199.95 ألف                      | 27.75 ألف                            |
| عدد السكان (نسمة)                                         | 6.20 مليون                      | 10.98 مليون                          |
| الكثافة السكانية (ن./كم²)                                 | 31.01                           | 395.68                               |
| العاصمة                                                   | بيشكك                           | بورت أو برانس                        |
| اللغة الرسمية                                             | اللغة الروسية، اللغة القيرغيزية | لغة فرنسية، اللغة الكريولية الهايتية |
| العملة                                                    | سوم قيرغيزستاني                 | جوردة هايتية                         |
| الناتج المحلي الإجمالي (بليون دولار)                      | 7.56 مليار                      | 8.41 مليار                           |
| الناتج المحلي الإجمالي (تعادل القوة الشرائية) بليون دولار | 20.45 مليار                     | 18.82 مليار                          |
| الناتج المحلي الإجمالي الاسمي للفرد دولار أمريكي          | 1.10 ألف                        | 818                                  |
| الناتج المحلي الإجمالي للفرد دولار أمريكي                 |                                 | 1.73 ألف                             |
| مؤشر التنمية البشرية                                      | 0.655                           | 0.483                                |
| رمز المكالمات الدولي                                      | +996                            | +509                                 |
| رمز الإنترنت                                              | .kg                             | .ht                                  |
| المنطقة الزمنية                                           | ت ع م+06:00                     | 00                                   |

## منظمات دولية مشتركة
يشترك البلدان في عضوية مجموعة من المنظمات الدولية، منها:
| علم المنظمة | اسم المنظمة                        | تاريخ انضمام قيرغيزستان | تاريخ انضمام هايتي |
| ----------- | ---------------------------------- | ----------------------- | ------------------ |
|             | مؤسسة التنمية الدولية              | 24 سبتمبر 1992          | 13 يونيو 1961      |
|             | يونسكو                             | 2 يونيو 1992            | 18 نوفمبر 1946     |
|             | وكالة ضمان الاستثمار متعدد الأطراف | 21 سبتمبر 1993          | 11 ديسمبر 1996     |
|             | الأمم المتحدة                      | 2 مارس 1992             | 24 أكتوبر 1945     |
|             | الاتحاد البريدي العالمي            | ?                       | ?                  |
|             | البنك الدولي للإنشاء والتعمير      | 18 سبتمبر 1992          | 8 سبتمبر 1953      |
|             | الاتحاد الدولي للاتصالات           | 20 يناير 1994           | 10 أكتوبر 1927     |
|             | منظمة حظر الأسلحة الكيميائية       | ?                       | ?                  |
|             | مؤسسة التمويل الدولية              | 11 فبراير 1993          | 20 يوليو 1956      |
|             | منظمة التجارة العالمية             | ?                       | ?                  |
|             | منظمة الشرطة الجنائية الدولية      | ?                       | ?                  |

## وصلات خارجية
- موقع وزارة الخارجية القيرغيزستانية
- موقع وزارة الخارجية الهايتية